# Ґанджалівка
Ганжа́лівка — село в Україні, у Лисянській селищній громаді Звенигородського району Черкаської області. Підпорядковане Смільчинецькій сільській раді.

## Стислі відомості
Населення села становить 199 осіб (2005; 226 в 2001).
Ганжалівка розташована на сході великого пагорба, з півночі облямована лісами.
До села підведений газопровід, що постачає селян блакитним паливом.
Біля села колись проходила вузькоколійна залізниця. В Ганжалівці працюють фельдшерсько-акушерський пункт, клуб та бібліотека.

## Населення
Згідно з переписом УРСР 1989 року чисельність наявного населення села становила 278 осіб, з яких 114 чоловіків та 164 жінки.
За переписом населення України 2001 року в селі мешкало 225 осіб.

### Мова
Розподіл населення за рідною мовою за даними перепису 2001 року:
| Мова       | Відсоток |
| ---------- | -------- |
| українська | 96,90 %  |
| російська  | 3,10 %   |

## Відомі люди
Уродженцем села є;
- Безух Анатолій Вікторович[4]
- Василь Шкляр (1951 р.н.) — відомий український письменник та політичний діяч.